# USS Northampton (CLC-1)
O USS Northampton foi o primeiro navio de comando operado pela Marinha dos Estados Unidos. Sua construção começou em agosto de 1944 nos estaleiros da Bethlehem Shipbuilding em Massachusetts, originalmente como o quarto cruzador pesado da Classe Oregon City. Entretanto, seu projeto foi alterado durante a construção depois de experiências adquiridas ao longo da Segunda Guerra Mundial terem mostrado a importância de embarcações de comando dedicadas. Ele foi lançado ao mar em janeiro de 1951 e comissionado na frota norte-americana em março de 1953.
O Northampton teve uma carreira relativamente tranquila e sem grandes incidentes. Ele serviu como capitânia para diversas formações da Frota do Atlântico e também para a Sexta Frota, mas mais frequentemente para o Comandante da Força de Ataque da Frota do Atlântico. O navio participou de diversos exercícios com as frotas norte-americana e da OTAN, além de realizar viagens para portos estrangeiros na Europa e Caribe. A embarcação foi descomissionada em abril de 1970 e mantida inativa na Frota de Reserva do Atlântico até ser desmontado em 1977.